# June Holiday
June Holiday ist ein Jazzalbum von Charles Rumback, Jim Baker und John Tate. Die 2017 im Veranstaltungsort Pro Musica, Chicago, entstandenen Aufnahmen erschienen am 10. April 2020 auf Monofonus Press/Astral Spirits.

## Hintergrund
Der Schlagzeuger Charles Rumback sei einer der aktivsten Musiker, darum bemüht die Chicagoer Szene zum Leben zu erwecken, notierte Peter Margasak. Im Laufe der Jahre habe dieser verschiedene Gruppen geleitet, aber das Trio mit dem Pianisten Jim Baker und dem Bassisten John Tate habe sich als sein tiefgreifendstes Projekt erwiesen. June Holiday ist das dritte Album dieser Gruppe.

## Titelliste
- Charles Rumback, Jim Baker, John Tate: June Holiday (Monofonus Press MF215, Astral Spirits AS111)[3]

1. Foglights (Jim Baker) 4:18
2. Burning Daylight 6:29
3. Huh? (Jim Baker) 4:58
4. Hard Goodbye (John Tate) 7:00
5. Here and Now 8:44
6. Portrait of Lorena 7:26
7. Reorg (Jim Baker) 5:37

Wenn nicht anders vermerkt, stammen die Kompositionen von Charles Rumback.

## Rezeption
June Holiday sei wohl die am wenigsten aggressive Aufnahme der Gruppe, stattdessen baue der Bandleader hier häufig ein exquisites Spannungsgefühl auf, indem er oberflächliche Gelassenheit gegen die grollende [Anmutung der] Angst stelle, stellte Peter Margasak im Down Beat fest, wo er das Album mit vier (von fünf) Sternen bewertete. Alle drei Musiker würden hier Melodien beisteuern, von denen die meisten ein deutlich balladenartiges Feeling vermittelten. Dieses Album zeige auch, dass Jim Baker seit Jahrzehnten ein fester Bestandteil der Chicagoer Szene ist und June Holiday wohl als sein beeindruckendster Auftritt auf einer Aufnahme gelten dürfte.
Rumback gelinge es, in verschiedenen Gruppen, wie auch in diesem Trio den Fluss aufrechtzuerhalten und atmosphärische Akzente zu setzen, ohne selbst im Rampenlicht zu stehen, schrieb Bill Meyer im Chicago Reader. Schlagzeuger würden oft danach beurteilt, wie gut sie den Rest der Gruppe zum Klingen bringen; ein Teil von Rumbacks Genialität als Bandleader bestehe darin, dass in der Gruppe, die er zusammengestellt hat, jeder jedem den Rücken freihält.